# Burlington (Vermont)
Burlington – największe miasto stanu Vermont, położone w hrabstwie Chittenden, na wschodnim brzegu jeziora Champlain.

## Gospodarka
W mieście rozwinął się przemysł elektroniczny, maszynowy oraz meblarski.

## Szkoły wyższe
- University of Vermont
- Burlington College
- Champlain College

## Sport
- Mistrzostwa Świata w Hokeju na Lodzie Kobiet 2012/Elita

## Miasta partnerskie
- Arad
- Betlejem
- Honfleur
- Jarosław
- Puerto Cabezas
- Moss Point
- Nishinomiya